# Growing on Me
"Growing on Me" är en låt av den brittiska rockgruppen The Darkness, skriven av Dan Hawkins, Justin Hawkins, Frankie Poullain och Ed Graham. Den gavs ut den 16 juni 2003 som gruppens andra singel via skivbolaget Must... Destroy!! och nådde som bäst plats 11 på den brittiska singellistan. Låten återfinns på bandets debutalbum Permission to Land och producerades av Pedro Ferreira. Musikvideon till låten regisserades av Alex Smith.

## Historia

### Bakgrund och komposition
"Growing on Me" är en rocklåt som varar i tre minuter och tjugonio sekunder. Låten är inspelad i tonarten D-dur och spelas i taktarten 4/4 med ett tempo av 150 BPM. Låten är en av flera i gruppens katalog med Drop D-stämning på gitarrerna. "Growing on Me" skrevs någon gång under 2002 av bröderna Dan och Justin Hawkins, tillsammans med Ed Graham och Frankie Poullain. 
Trots rykten kring låtens mening, har sångaren Justin Hawkins vederlagt förslag om att texten handlar om flatlöss eller andra sexuellt överförbara sjukdomar: "Folk har sagt att den handlar om flatlöss, men det är självfallet fel, för flatlöss växer inte på en, eller hur?" Hawkins har också kommenterat låtens sanna innebörd: "En söt damkvinna som du aldrig kommer att helt komma underfund med eller förstå, men du älskar henne så mycket att efter ett tag så spelar det ingen roll." Till en början hade bandet inte tänkt ha med låten på debutalbumet, Permission to Land, utan istället ge ut den som B-sida på en singel.

### Utgivning och mottagande
Den 23 april 2003 uppgav bandet på sin officiella webbplats att uppföljaren till "Get Your Hands off My Woman" skulle komma att ges ut den 9 juli 2003 genom skivbolaget Must... Destroy!! Man meddelade också att två nya låtar skulle återfinnas på singeln; "How Dare You Call This Love" och den instrumentala "Bareback". Den 7 maj meddelades det att utgivningsdatumet blivit uppskjutet en vecka, nytt datum var då alltså 16 juni.
Veckan efter att "Growing on Me" givits ut tog den sig upp på plats elva på den brittiska singellistan, vilket också blev låtens högsta placering. Av gruppens alla utgivningar var den också den första att ta sig in på en försäljningslista utanför Storbritannien. Den tog sig in på singellistan i Irland samt på Australiens singellista och nådde där plats 42 respektive plats 46. Gitarristen Dan Hawkins kommenterade låtens placering på brittiska singellistan: "Det är som att ha två ettor, och det är ett högre än tio."

### Liveframträdanden
Låten började spelas live för första gången under andra halvan av 2002, och har likt de flesta av låtarna från Permission to Land spelats under nästan samtliga av bandets konserter sedan 2003. "Growing on Me" hör till gruppens tre mest framförda låtar. Den 20 juni 2003 framförde bandet "Growing on Me" och "I Believe in a Thing Called Love" på tv-programmet Later... with Jools Holland. De båda låtarna spelades också under Brit Awards, på Earls Court i London den 17 februari 2004, då bandet emottog tre priser: "MasterCard British Album", "Best British Group" och "Best British Rock Act". Den 19 april samma år framförde bandet "Growing on Me" på Jimmy Kimmel Live.
"Growing on Me" har givits ut i liveformat vid flera tillfällen. Live at Hammersmith spelades in i London i december 2017 och gavs ut i juni 2018. Streaming of a White Christmas spelades in utan publik i december 2020 under Covid-19-pandemin och gavs ut 2021 både på CD och DVD. Tre liveversioner av låten gavs ut på Permission to Land ...Again i oktober 2023; Knebworth 2003 och Wembley Arena 2004 på CD samt den förstnämnda och Astoria 2003 på DVD.

### Musikvideo
Videon regisserades av Alex Smith, som senare även kom att regissera videorna till bandets tre efterföljande singlar. Totalt kostade den elva tusen pund och spelades in på Bayham Hall i Kent, England. Justin beskrev videon och sade: "Vi spelar herrgårdens rymdhärskare i denna video." I en intervju med Canadian Broadcasting Corporation 2015 ansåg han den att vara gruppens bästa musikvideo. I videon visas för första gången rymdfarkosten som återfinns på omslaget till The Darkness debutalbum, Permission to Land. Rymdskeppet förekommer också i videorna till "I Believe in a Thing Called Love", "Christmas Time (Don't Let the Bells End)" och "Friday Night".
Justin beskrev videon i december 2013, drygt 10 år efter att den spelats in; "Det var ingen stor video, det var en väldigt billig video. Vi hade en vän som gillade bandet som råkade vara ovanligt rik och ägde huset som vi spelade in videon i. Vi hade en annan vän som var en väldigt framgångsrik stylist, och hennes pojkvän regisserade musikvideor och hade precis arbetat med Coldplay. Alla dessa människor gjorde oss en tjänst och den kostade oss inte alls mycket pengar. Vi spelade in den på några dagar, och regissören Alex redigerade den till leda och gjorde den till något väldigt speciellt. Vi fick mycket för våra pengar när den syntes på TV."

## I andra media
Låten finns med i soundtracket till filmen School of Rock, trots att den inte finns med i filmen. I filmen återfinns istället en annan låt av The Darkness, "Black Shuck". Bytet av låt beror sannolikt på svordomarna som förekommer i "Black Shuck"; genom att byta låt på soundtracket skulle man undvika Parental Advisory-märket på skivan och därmed tillåta medlemmar av målgruppen, det vill säga barn, att köpa albumet. "Growing on Me" finns också med i filmen Going the Distance från 2004 och 2024 hördes den i det tolfte avsnittet i säsong fyra av tävlingsprogrammet The Challenge: All Stars.

## Låtlista
| 1. | Growing on Me                | 3:29 |
| 2. | How Dare You Call This Love? | 3:52 |
| 3. | Bareback                     | 3:43 |

| 1. | Growing on Me                | 3:29 |
| 2. | How Dare You Call This Love? | 3:52 |

| 1. | Growing on Me (music video)               | 3:29 |
| 2. | Growing on Me (outtakes with audio track) | 4:18 |

## Medverkande
| The Darkness - Justin Hawkins — sång, gitarr - Dan Hawkins — gitarr, kör - Frankie Poullain — bas, kör - Ed Graham — trummor | Produktion - Pedro Ferreira — producent, mixning, ljudtekniker - Will Bartle — inspelningassistent - Nick Taylor — mixningsassistent - Mick Marsh — mastering |

## Listplaceringar
| Land           | Placering |
| -------------- | --------- |
| Storbritannien | 11        |
| Irland         | 42        |
| Australien     | 46        |